# Krémis
Krémis est une commune malienne, située dans le pays Kaniaga, de l'arrondissement de Kirané dans le cercle de Yélimané, dans la région de Kayes.

## Villages
La commune s'étend sur 5 localités relevées lors du recensement général de 2009. 
Les villages les plus peuplés sont :
- Krémis (8 569 habitants) ;
- Kakoulou (1 322 habitants) ;

En 2023, la loi 2023-007 attribue à la commune 5 villages, fractions ou quartiers.
- Krémis
- Kakoulou
- Tassarnabé
- Senewally Dialloube
- Senewally Tordionabé